# Discografie van Paul Chambers

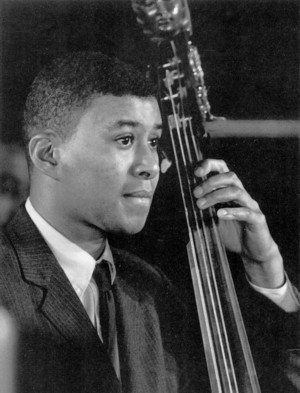
Paul Chambers

Dit is de discografie van de Amerikaanse contrabassist Paul Chambers.

## Als leider/mede-leider
- Chambers' Music (Aladdin/Jazz West, 1956)
- Whims Of Chambers (Blue Note, 1956)
- Paul Chambers Quintet (Blue Note, 1957)
- Bass on Top (Blue Note, 1957)
- Go (Vee-Jay, 1959)
- High Step (Blue Note, 1956) (met John Coltrane)
- The East/West Controversy (Xanadu, 1957) (met Hampton Hawes)
- We Three (Prestige/New Jazz, 1958) (met Roy Haynes en Phineas Newborn)
- Just Friends (Charly/Le Jazz, 1959) (met Julian "Cannonball" Adderley)
- 1st Bassman (Vee-Jay, 1960)[1]

## Als 'sideman'
Met Pepper Adams
- Pepper Adams Plays the Compositions of Charlie Mingus (Workshop Jazz, 1964)

Met Cannonball Adderley
- Julian "Cannonball" Adderley (EmArcy, 1955)
- Cannonball Adderley Quintet in Chicago (Mercury, 1959)
- Cannonball Takes Charge (Riverside, 1959)

Met Nat Adderley
- Introducing Nat Adderley (Mercury/Wing, 1955); reissued as Them Adderleys (Limelight, 1966)
- Naturally! (Jazzland, 1961)

Met Toshiko Akiyoshi
- The Toshiko Trio (Storyville, 1956)
- Toshiko Mariano and her Big Band (Vee-Jay, 1964)

Met Lorez Alexandria
- Alexandria the Great (Impulse!, 1964)

Met Gene Ammons
- Jammin' in Hi Fi with Gene Ammons (Prestige, 1957)

Met Chet Baker
- Chet Baker in New York (Riverside, 1958)
- Chet (Riverside, 1959)

Met Walter Benton
- Out of This World (Jazzland, 1960)

Met Bob Brookmeyer
- Jazz Is a Kick (Mercury, 1960)

Met Tina Brooks
- Back to the Tracks (Blue Note, 1960)

Met Kenny Burrell
- Jazzmen of Detroit met Tommy Flanagan, Pepper Adams, Kenny Clarke (Savoy, 1956)
- Introducing Kenny Burrell (Blue Note, 1956)
- John Jenkins with Kenny Burrell (Blue Note, 1957)
- Kenny Burrell and John Coltrane (Prestige 1958)

Met Jaki Byard
- On the Spot! (Prestige, 1967)

Met Donald Byrd
- Byrd's Word (Savoy, 1955)
- New Formulas from the Jazz Lab (RCA Victor, 1957)
- Motor City Scene (Bethlehem, 1960)

Met Sonny Clark
- Sonny's Crib (Blue Note, 1957)
- Sonny Clark Trio (Blue Note, 1957)
- Cool Struttin' (Blue Note, 1958)
- Blues in the Night (Blue Note, 1958)
- My Conception (Blue Note, 1959)

Met Jimmy Cleveland
- Introducing Jimmy Cleveland and His All Stars (EmArcy, 1955)

Met King Curtis
- The New Scene of King Curtis (Prestige 1960)

Met John Coltrane
- Blue Train (Blue Note, 1957)
- Coltrane (Prestige 1957)
- Bahia (Prestige 1958)
- Black Pearls (Prestige 1958)
- Lush Life (Prestige 1958)
- Settin' The Pace (Prestige 1958)
- Traneing In (Prestige 1958)
- Soultrane (Prestige 1958)
- Stardust (Prestige 1958)
- The Believer (Prestige 1958)
- The Last Trane (Prestige 1958)
- (met Milt Jackson) Bags and Trane (Atlantic, 1960)
- Giant Steps (Atlantic, 1960)
- (met Julian "Cannonball" Adderley) Cannonball and Coltrane (Philips, 1965)

Met Sonny Criss
- This is Criss! (Prestige, 1966)
- Portrait of Sonny Criss (Prestige, 1967)

Met Miles Davis
- Miles (Prestige 1955)
- Round About Midnight (Columbia, 1955)
- Cookin (Prestige 1956)
- Relaxin (Prestige 1956)
- Steamin (Prestige 1956)
- Workin (Prestige 1956)
- Collectors' Items (Prestige 1956)
- Miles Ahead (Columbia, 1957)
- Milestones (Columbia, 1958)
- Porgy and Bess (Columbia, 1958)
- Kind of Blue (Columbia, 1959)
- Sketches of Spain (Columbia, 1960)
- Someday My Prince Will Come (Columbia, 1961)
- In Person Friday and Saturday Nights at the Blackhawk, Complete (1961)
- Quiet Nights (Columbia, 1962)
- Miles Davis at Newport 1955-1975: The Bootleg Series Vol. 4 (Columbia Legacy, 2015)

Met Kenny Dorham
- Blue Spring (Riverside, 1959)
- Quiet Kenny (Prestige 1959)
- Whistle Stop (Blue Note, 1961)

Met Kenny Drew
- Kenny Drew Trio (Riverside, 1956)

Met Teddy Edwards
- Nothin' But the Truth! (Prestige, 1966)

Met Bill Evans
- On Green Dolphin Street (Riverside, 1959)

Met Gil Evans
- Gil Evans & Ten (Prestige 1957)
- New Bottle Old Wine (Pacific Jazz, 1958)
- The Individualism of Gil Evans (Verve, 1964)

Met Curtis Fuller
- Curtis Fuller with Red Garland (Prestige 1957)
- The Opener (Blue Note, 1957)
- Bone & Bari (Blue Note, 1957)
- Sliding Easy (United Artists, 1959)
- The Curtis Fuller Jazztet (Savoy, 1959)

Met Red Garland
- A Garland of Red (Prestige 1956)
- Red Garland's Piano (Prestige, 1957)
- Groovy (Prestige, 1957)
- Red Garland Revisited! (Prestige, 1957 [1969])
- P.C. Blues (Prestige, 1957)
- Dig It! (Prestige, 1958)
- Can't See for Lookin' (Prestige, 1958)
- It's a Blue World (Prestige, 1958)
- Manteca (Prestige, 1958)
- The Red Garland Trio (Moodsville, 1958 [1960])
- All Kinds of Weather (Prestige 1959)
- Red in Bluesville (Prestige 1959)

Met Dexter Gordon
- Dexter Calling... (Blue Note, 1961)

Met Benny Golson
- Benny Golson's New York Scene (Contemporary, 1957)
- The Modern Touch (Riverside, 1958)
- Groovin' with Golson (New Jazz, 1959)
- Pop + Jazz = Swing (Audio Fidelity, 1961)
- Turning Point (Mercury, 1962)

Met Bennie Green
- Bennie Green Blows His Horn (Prestige 1955)
- The 45 Session (Blue Note, 1958)
- Glidin' Along (Jazzland, 1961)

Met Grant Green
- First Session (Blue Note, 1960)

Met Johnny Griffin
- A Blowing Session (Blue Note, 1957)
- The Congregation (Blue Note, 1957)

Met Herbie Hancock
- Inventions and Dimensions (Blue Note, 1963)

Met Barry Harris
- Bull's Eye! (Prestige, 1968)

Met Hampton Hawes
- Bird Song (Contemporary, 1956 [1999])

Met Jimmy Heath
- The Thumper (Riverside, 1959)
- On the Trail (Riverside, 1964)

Met Joe Henderson
- Four (Verve, 1968)
- Straight, No Chaser (Verve, 1968)

Met Ernie Henry
- Last Chorus (Riverside, 1956–57)

Met Richard 'Groove' Holmes
- Get Up & Get It! (Prestige, 1967)

Met Elmo Hope
- Informal Jazz (Prestige 1956)
- Here's Hope! (Celebrity, 1961)
- High Hope! (Beacon, 1961)

Met Freddie Hubbard
- Goin' Up (Blue Note, 1960)

Met Milt "Bags" Jackson
- Bags' Opus (United Artists, 1958)
- Bags and Trane (Atlantic, (met John Coltrane) 1960)
- Statements (Impulse!, 1961)

Met John Jenkins
- John Jenkins with Kenny Burrell (Blue Note, 1957)

Met J. J. Johnson
- The Eminent Jay Jay Johnson Volume 2 (Blue Note, 1955)
- Trombone for 2 (met Kai Winding) (Columbia, 1955)
- First Place (Columbia, 1957)
- The Great Kai & J. J. (met Kai Winding) (Impulse!, 1960)

Met Elvin Jones
- And Then Again (Atlantic, 1965)

Met Hank Jones
- Hank Jones' Quartet (Savoy, 1956)
- Philly Joe Jones
- Philly Joe's Beat ([Atlantic, 1960)
- Together! (Atlantic, 1961)

Met Thad Jones
- After Hours (Prestige, 1957)

Met Clifford Jordan
- Cliff Jordan (Blue Note, 1957)

Met Wynton Kelly
- Piano (Riverside, 1958)
- Kelly Blue (Riverside, 1959)
- Kelly at Midnight (Vee-Jay, 1960)
- Kelly Great (Vee-Jay, 1960)
- Wynton Kelly! (Vee-Jay, 1961)
- Comin' in the Back Door (Verve, 1963)
- It's All Right! (Verve, 1964)
- Undiluted (Verve, 1965)
- Blues on Purpose (Xanadu, 1965)
- Last Trio Session (Delmark, 1968)

Met Abbey Lincoln
- That's Him! (Riverside, 1957)
- It's Magic (Riverside, 1958)

Met Warne Marsh
- Warne Marsh (Atlantic, 1958)

Met Les McCann
- Soul Hits (Pacific Jazz, 1963)
- A Bag of Gold (Pacific Jazz, 1963 [1966])

Met Hal McKusick
- Triple Exposure (Prestige, 1957)

Met Jackie McLean
- McLean's Scene (Prestige/New Jazz, 1957)
- Strange Blues (Prestige, 1957)
- Jackie's Bag (Blue Note, 1959)
- New Soil (Blue Note, 1959)
- Capuchin Swing (Blue Note, 1960)

Met Blue Mitchell
- Out of the Blue (Riverside, 1958)

Met Hank Mobley
- Tenor Conclave (Prestige 1956)
- Peckin' Time (Blue Note, 1958)
- Roll Call (Blue Note, 1960)
- Soul Station (Blue Note, 1960)
- Workout (Blue Note, 1961)
- Another Workout (Blue Note, 1961)
- The Turnaround (Blue Note, 1965)

Met Thelonious Monk
- Brilliant Corners (Riverside, 1956)

Met Lee Morgan
- Lee Morgan Sextet (Blue Note, 1956)
- Lee Morgan Vol. 3 (Blue Note, 1957)
- City Lights (Blue Note, 1957)
- The Cooker (Blue Note, 1957)
- Lee-Way (Blue Note, 1960)
- Here's Lee Morgan (Vee-Jay, 1960)
- Charisma (Blue Note, 1966)
- The Rajah (Blue Note, 1966)

Met Wes Montgomery
- Full House (Riverside, 1962)
- Smokin' at the Half Note (Verve, 1965)
- Willow Weep for Me (Verve, 1969)

Met Oliver Nelson
- The Blues and the Abstract Truth (Impulse!, 1961)

Met Phineas Newborn, Jr.
- A World of Piano! (Contemporary, 1961)

Met David 'Fathead' Newman
- Straight Ahead (Atlantic, 1961)

Met Art Pepper
- Art Pepper Meets the Rhythm Section (Contemporary, 1957)
- Gettin' Together (Contemporary, 1960)

Met Houston Person
- Trust in Me (Prestige, 1967)

Met Bud Powell
- Bud! The Amazing Bud Powell (Vol. 3) (Blue Note, 1957)
- The Scene Changes: The Amazing Bud Powell (Vol. 5) (Blue Note, 1958)

Met The Prestige All Stars
- Interplay for 2 Trumpets and 2 Tenors (Prestige, 1957)

Met Ike Quebec
- Blue and Sentimental (Blue Note, 1961)

Met Paul Quinichette
- Moods (EmArcy, 1954)

Met Sonny Red
- Out of the Blue (Blue Note, 1960)

Met Freddie Redd
- Shades of Redd (Blue Note, 1960)
- Redd's Blues (Blue Note, 1961)

Met Dizzy Reece
- Star Bright (Blue Note, 1959)

Met Sonny Rollins
- Tenor Madness (Prestige 1956)
- Sonny Rollins: Volume 2 (Blue Note, 1957)
- Sound of Sonny (Riverside, 1957)

Met A. K. Salim
- Pretty for the People (Savoy, 1957)

Met Sahib Shihab
- Jazz Sahib (Savoy, 1957)

Met Woody Shaw
- In the Beginning (Muse, 1965 [1983])

Met Wayne Shorter
- Introducing Wayne Shorter (Vee-Jay, 1959)

Met Louis Smith
- Smithville (Blue Note, 1958)

Met Sonny Stitt
- Sonny Stitt - Previously Unreleased Recordings (Verve, 1960 [1973])

Met Frank Strozier
- Fantastic Frank Strozier (Koch, 1960)

Met Art Taylor
- A.T.'s Delight (Blue Note, 1960)

Met Clark Terry
- Serenade to a Bus Seat (Riverside, 1957)

Met Stanley Turrentine
- ZT's Blues (Blue Note, 1961)

Met Julius Watkins en Charlie Rouse
- Les Jazz Modes (Dawn, 1957)

Met Kai Winding
- Trombone for 2 (met J. J. Johnson) (Columbia, 1955)
- The Great Kai & J. J. (met J. J. Johnson) (Impulse!, 1960)[2]